# Ein Buchladen in sechs Kapiteln
Ein Buchladen in sechs Kapiteln (Originaltitel: A Bookstore in Six Chapters) ist ein griechischer Kurzfilm von Edward Serotta aus dem Jahr 2012. Er dokumentiert das Leben eines jüdischen Ehepaars im 20. Jahrhundert.

## Hintergrund und Handlung
In der Gegend um Thessaloniki lebten in den 1930er Jahren rund 90.000 Juden. Sie bildeten damit eine der größten sephardisch-jüdischen Gemeinden in Europa. Im Zweiten Weltkrieg deportierten deutsche Besatzungstruppen weite Teile der Bevölkerung. Die meisten von ihnen starben; nur rund 1.000 überlebten.
Gegliedert in sechs Kapitel zeigt der Film das Leben des Buchhändlers Solomon Molho und seiner Frau Renee. Sie überleben den Zweiten Weltkrieg mit Hilfe eines spanischen Diplomaten sowie einer griechischen Familie. Ihre Geschichte wird von ihrer Tochter Nina erzählt.

### Kapitel 1: „Es war einmal“
Nina berichtet, dass mehrere Generationen ihrer Familie von 1888 bis 2004 in Thessaloniki eine Buchhandlung betrieben. Dort war nicht nur griechische, sondern auch deutsche, französische und englischsprachige Literatur erhältlich. Anfang des 20. Jahrhunderts führten ihre Eltern, das Ehepaar Renee Saltiel Molho und ihr Ehemann Solomon das Geschäft. Er starb 1997, ohne je mit einem Dritten über seine Erlebnisse während der Zeit des Nationalsozialismus gesprochen zu haben. Seine Frau jedoch berichtete ihrer Tochter kurz vor ihrem Tod im Jahr 2008 über die Geschehnisse in dieser Zeit.

### Kapitel 2: „Unsere Welt“
Thessaloniki wurde 315 v. Chr. von dem makedonischen König Kassandros gegründet. Von Anbeginn lebten dort auch Juden. Im 15. Jahrhundert wurde die Stadt Teil des Osmanischen Reiches und Anlaufpunkt von Juden, die 1492 aus Spanien fliehen mussten. Vom 16. bis ins 20. Jahrhundert war rund die Hälfte der Einwohner der Stadt jüdisch. Sie lebten mit Christen und Muslimen zusammen. Auf Grund der osmanischen Gesetzgebung behielten alle Bewohner ihre Nationalität und damit auch ihren Pass. In dieser Lage eröffnete Isaac Molho im Jahr 1888 seine Buchhandlung. 1912 kam Thessaloniki im Ersten Balkankrieg zu Griechenland. Die Familie Molho erhielt griechische Pässe, während die Familie Saltiel ihre spanischen Ausweisdokumente behielt. 1917 zerstörte ein Großbrand weite Teile der Stadt, darunter auch die Buchhandlung der Molhos. 50.000 Juden wurden obdachlos, wodurch es zu einem Bevölkerungsaustausch mit der Türkei kam: Christen zogen in die Stadt, während Muslime in die Türkei auswanderten. Nun stellten die Juden nicht mehr die Bevölkerungsmehrheit. Am 29. Juni 1931 kam es erstmals zu antisemitischen Ausschreitungen, in dessen Folge rund 30.000 Juden auswanderten. Beim Einmarsch der deutschen Truppen am 9. April 1941 lebten nur noch 56.000 Juden in der Stadt.

### Kapitel 3: „esta es la chica para ti – Das ist das richtige Mädchen für dich“
Im dritten Kapitel führt Nina die Eltern von Solomon ein: Mair Molho und seine Frau Sterina Ererra Molho. Sie beschreibt, dass Solomon bereits in seiner Kindheit mit seinem Vater dessen Leidenschaft für Bücher teilte. Als Erwachsener machte ihn seine Mutter mit den Worten „esta es la chica para ti“ (Das ist das richtige Mädchen für dich) auf Renee aufmerksam, eine von drei Töchtern des Holzhändlers Joseph Satiel und dessen Frau Stella Abravenel. Die beiden kommen zusammen und leben ein von Tradition geprägtes, aber nicht ausgesprochen religiöses Leben in Thessaloniki.

### Kapitel 4: Als sich unsere Welt verdunkelte
Am 28. Oktober 1940 besetzten italienische Faschisten weite Teile des Landes. Solomon trat der Armee bei und verteidigte mit rund 12.000 weiteren Juden seine Heimat. Als ein Vorstoß der Nationalsozialisten droht, wurde er nach Thessaloniki geschickt, um die finanziellen Mittel seiner Einheit vor den Angreifern in Sicherheit zu bringen. Doch dort angekommen musste er erkennen, dass die Stadt bereits besetzt ist. Kurz darauf beginnen  Repressionen gegen die jüdische Bevölkerung: Ende 1941 wird Mair Molho gezwungen, sein Geschäft an einen griechischen Kollaborateur abzugeben. Am 11. Juli 1942 trieben Schutzstaffeln und Angehörige der Wehrmacht alle jüdischen Männer der Stadt auf einem Platz zusammen. Dort wurden sie misshandelt und zur Zwangsarbeit herangezogen. Die Situation der Juden verschlechterte sich weiter: Sterina Ererra Molho starb nach einer Blinddarm-Operation, da sie keine Medikamente erhielt. Der Kriegsverwaltungsrat Max Merten befahl gemeinsam mit Alois Brunner und Dieter Wisliceny die Zerstörung des jüdischen Friedhofs und verpflichtete die Juden ab Februar 1943 zum Tragen des Judensterns. In der Stadt wurden insgesamt fünf Ghettos eingerichtet, in die die Juden von März bis August 1943 deportiert werden. Mair Molho, seine Frau und eine der beiden Töchter gelangten so in das Baron-Hirsch-Ghetto, aus denen die meisten in das KZ Auschwitz-Birkenau transportiert und umgebracht wurden. Solomon konnte mit einem Boot aus der Stadt fliehen, musste jedoch Renee zurücklassen.

### Kapitel 5: Flucht
Eine der Schwestern von Solomon, Victoria, war mit dem Seifenhersteller Youda Leon verheiratet. Er bezog eine seiner Hauptzutaten für die Seife, Olivenöl, von den beiden Landwirten Giorgos Mitziliotis und Stefanis Corfiatis, die in Glossa auf Skopelos arbeiteten. Als sie von den Repressalien in Thessaloniki hörten, bot Giorgos Victoria und Youda Zuflucht auf der Insel an. In Athen schlossen sie sich Solomon an und gelangten so, wie auch die übrige Familie Leon, auf das Eiland. Mitziliotis und Corfiatis boten insgesamt 14 Personen Schutz. Es lang ihnen, sie bis Kriegsende vor den Deutschen zu verstecken. Hierfür wurden sie und ihre Ehefrauen in Yad Vashem als Gerechte unter den Völkern ausgezeichnet.
Nach dem Tod ihrer Mutter erfuhren die Töchter, dass Joseph Satiel an Krebs erkrankt war. Über das italienische Konsulat stellen sie den Kontakt zu einem Mann mit dem Namen Neri her, die ihnen kurz vor ihrer geplanten Deportation im August 1943 eine Reise von Thessaloniki nach Athen ermöglichte. Dort machten sie die Bekanntschaft von Lisa Lembessis, die sich fortan um die Töchter und ihren Vater kümmerte. Doch sie wurden denunziert; beide Töchter wurden am 7. April 1944 von Soldaten aus der Wohnung abgeholt und ins KZ Chaidari gebracht. Renee durfte bei ihrem Vater bleiben, da er im Sterben lag. Als sie wenige Tage später zurückkehrten, ist der Vater verstorben und Renee verschwunden – Frau Lembessis hatte sie in ihre Privatwohnung gebracht und dort versteckt. Sie stellte den Kontakt zu einem spanischen Diplomaten, Sebastián Romero Radigales, her. Er bemühte sich um die Beerdigung des Vaters auf dem Athener Friedhof und besorgt Renee Reisedokumente, mit dessen Hilfe sie fliehen kann. Lembessis kümmerte sich derweil um die beiden Schwestern, besuchte sie im KZ und brachte ihnen Kleidung und Nahrungsmittel, die Radigales bereitgestellt hatte. Für ihren Mut wurde auch sie als Gerechte unter den Völkern ausgezeichnet.
Renee gelangte mit Hilfe der griechischen Widerstandsbewegung in die Türkei und von dort am 6. Juni 1944 nach Palästina. Sie reiste weiter nach Tel Aviv und wartete dort auf das Ende des Krieges. Nachdem sich die Besatzungstruppen aus Griechenland zurückgezogen hatten, erfuhr sie im Oktober 1944, dass die Schwestern überlebt hatten. Und auch Solomon hatte überlebt. Er reiste nach Kriegsende nach Thessaloniki zurück und forderte sein Geschäft zurück. Per Telegramm fragte er Renee in Tel Aviv, ob sie ihn heiraten will. Sie willigte ein und verließ am 25. Oktober 1945 die Stadt. Die beiden gehen am 17. März 1946 den Bund der Ehe ein.

### Kapitel 6: Eine Welt der Bücher – und nie erzählter Geschichten
Im sechsten Kapitel beschreibt Nina das Leben nach dem Krieg. Solomon und Renee bekommen insgesamt drei Kinder, ihren Bruder Mair und Joseph sowie die Tochter, Nina. Sie widmen sich den Rest ihres Lebens den Büchern und betreiben mit Erfolg die Buchhandlung. Autoren wie Umberto Eco und Harold Pinter hielten dort Lesungen ab. Für sein Engagement zeichnete der französische Botschafter Solomon im Jahr 1988 mit dem „Chevalier des Arts et Lettres“ aus. Solomon starb 1997. Kurze Zeit später musste Renee die Buchhandlung abgeben, die 2004 endgültig geschlossen wurde. Nina erinnert sich daran, dass die Renee und Solomon am Yom Kippur zusammen saßen und die Kinder aufgefordert wurden, besonders leise zu spielen.

## Veröffentlichung
Der Film wurde am 26. Februar 2014 im Kino Babylon auf Initiative der Stiftung „Erinnerung, Verantwortung und Zukunft“ in Berlin aufgeführt. Eine weitere Aufführung war für den 17. März 2014 auf dem 17. New York Sephardic Jewish Filmfestival geplant. Die Produktion wurde vom Jüdischen Museum Berlin und  vom Jüdischen Museum Thessaloniki unterstützt. Das Interview mit Nina wurde von der Stiftung EVZ begleitet.